# Sariñena
Sariñena – gmina w Hiszpanii, w prowincji Huesca, w Aragonii, o powierzchni 275,57 km². W 2011 roku gmina liczyła 4402 mieszkańców.